# فرودگاه بین‌المللی پرزیدانت کارلوس ایبانیز دل کامپو
فرودگاه بین‌المللی پرزیدانت کارلوس ایبانیز دل کامپو (به انگلیسی: Presidente Carlos Ibáñez del Campo International Airport) (به زبان بومی: Aeropuerto Internacional Presidente Carlos Ibáñez) یک فرودگاه همگانی و نیروهای دفاعی شیلی با کد یاتا PUQ است که یک باند فرود بتن و آسفالت دارد و طول باند آن ۱۶۷۸ متر است. این فرودگاه در کشور شیلی قرار دارد و در ارتفاع ۴۲ متری از سطح دریا واقع شده‌است.

## شرکت‌های هواپیمایی و مقصدهای پروازی
| شرکت‌های هواپیمایی | مقصدهای پروازی |
| ----------------- | --- |
| آئروویاس داپ      | بالماسدا، کامندنتی ارماندو توولا، Porvenir, Puerto Natales, گوآردیامارینا زانارتو، اوشوآیا – مالویناس آرجنتیناس                        |
| لان ایرلاینز      | نیروی هوایی سلطنتی ماونت پلزنت، ال تپوال، پیلوتو سیویل نوربرتو فرناندز، کومودورو ارتورو مرینو بنیتز فصلی: اوشوآیا – مالویناس آرجنتیناس |
| اسکای ایرلاین     | بالماسدا، کریل سر، ال تپوال، کومودورو ارتورو مرینو بنیتز                                                                               |